# Eleição municipal de Boa Vista em 2008
A eleição municipal da cidade brasileira de Boa Vista em 2008 ocorreu em 5 de outubro de 2008. O prefeito Iradilson Sampaio (PSB) foi reeleito no primeiro turno.

## Candidatos
|  | Nº | Candidato(a) a prefeito | Candidato(a) a prefeito                            | Candidato(a) a vice-prefeito | Candidato(a) a vice-prefeito                               | Coligação |
|  | -- | ----------------------- | -------------------------------------------------- | ---------------------------- | ---------------------------------------------------------- | --- |
|  | 22 |                         | Luciano Castro (PR) Luciano de Souza Castro        |                              | Chico Guerra (PSDB) Francisco de Sales Guerra Neto         | Boa Vista Feliz - Partido da República (PR) - Partido da Social Democracia Brasileira (PSDB) - Partido Comunista do Brasil (PCdoB) - Partido da Mobilização Nacional (PMN) - Partido Social Liberal (PSL) - Partido Trabalhista Brasileiro (PTB) - Partido Republicano Progressista (PRP) - Democratas (DEM) - Partido Trabalhista do Brasil (PTdoB) - Partido Social Cristão (PSC) - Partido Social Democrata Cristão (PSDC) - Partido Trabalhista Nacional (PTN) - Partido Renovador Trabalhista Brasileiro (PRTB) - Partido Popular Socialista (PPS) - Partido Republicano Brasileiro (PRB) |
|  | 29 |                         | Ariomar Farias (PCO) Ariomar Farias de Lima        |                              | Celso Gouvea (PCO) Celso Gouvea                            | Sem coligação - Partido da Causa Operária (PCO) |
|  | 40 |                         | Iradilson Sampaio (PSB) Iradilson Sampaio de Souza |                              | Suely Campos (PP) Maria Suely Silva Campos                 | Boa Vista de Todos Nós - Partido Socialista Brasileiro (PSB) - Partido Progressista (PP) - Partido Democrático Trabalhista (PDT) - Partido dos Trabalhadores (PT) - Partido do Movimento Democrático Brasileiro (PMDB) - Partido Humanista da Solidariedade (PHS) - Partido Trabalhista Cristão (PTC) - Partido Verde (PV) |
|  | 50 |                         | Luis Oca (PSOL) José Luis Oca                      |                              | Raimundo Marques (PSOL) Raimundo Dácio de Oliveira Marques | Sem coligação - Partido Socialismo e Liberdade (PSOL) |

## Resultados

### Prefeito
| Iradilson Sampaio (PSB) | Suely Campos (PP)       | 66.998  | 54,35%  |
| Luciano Castro (PR)     | Chico Guerra (PSDB)     | 51.329  | 41,64%  |
| Luis Oca (PSOL)         | Raimundo Marques (PSOL) | 3.029   | 2,46%   |
| Ariomar Farias (PCO)    | Celso Gouvea (PCO)      | 1.921   | 1,56%   |
| Total de votos válidos  | Total de votos válidos  | 123.277 | 100,00% |
| Votos apurados          |                         |         |         |
| Votos válidos           | Votos válidos           | 123.277 | 92,94%  |
| Votos em branco         | Votos em branco         | 3.064   | 2,31%   |
| Votos nulos             | Votos nulos             | 6.302   | 4,75%   |
| Total de votos apurados | Total de votos apurados | 132.643 | 100,00% |
| Eleitores               |                         |         |         |
| Comparecimento          | Comparecimento          | 132.643 | 83,38%  |
| Abstenções              | Abstenções              | 26.432  | 16,62%  |
| Total de eleitores      | Total de eleitores      | 159.075 | 100,00% |
| Total de seções: 473    |                         |         |         |